# Bal Gangadhar Tilak
Bal Gangadhar Tilak (marata: बाळ गंगाधर िटळक) (Ratnagiri, 23 de julho de 1856 – Bombaim, 1 de agosto de 1920), foi um nacionalista indiano, reformador social e lutador pela independência, que foi o primeiro líder popular do Movimento de Independência Indiano e é conhecido como "Pai da agitação indiana". Ele também foi conferido ao título honorífico de "Lokmanya", que significa literalmente "Aceite pelo povo (como seu líder)". Foi responsável pela redação da Lei da Constituição da Índia (1895), primeira tentativa de se estabelecer uma constituição para toda a Índia.